# Julien Clerc
Julien Clerc (París, 4 d'octubre de 1947), de nom real Paul Alain Leclerc, és un cantant, compositor i actor francès.

## Biografia
Nascut a París, Clerc va créixer escoltant música clàssica a casa del seu pare Paul Leclerc, mentre que la seva mare Evelyn Merlot el va introduir a la música de cantants com Georges Brassens i Edith Piaf. Va començar a aprendre el piano als sis anys, i amb 13 anys va començar a tocar d'oïda tot el que escoltava a la ràdio.
Mentre estudiava a l'escola secundària i a la universitat, va conèixer a Maurice Vallet i Etienne Roda-Gil, dos dels seus principals compositors, i va començar a compondre les seves primeres cançons. Va canviar el seu nom a Julien Clerc després de signar un contracte amb Pathé Marconi, publicant el seu primer àlbum al maig de 1968.
L'àlbum va guanyar el Premi Académie Charles Cros Record. El 1969, Clerc va ser a l'Olympia per obrir per primera vegada el concert de Gilbert Becaud. Tot i haver estat en espectacle durant un any, la seva actuació va ser un gran èxit. Més tard tornaria repetidament a l'Olympia per a una sèrie de concerts.
De maig de 1969 a febrer de 1970, va protagonitzar el musical Hair a París.
A l'edat de 24 anys, Clerc era una estrella important i va registrar nombrosos èxits, molts dels quals es van vendre a l'estranger, es van traduir i es van distribuir en altres idiomes.
El 1979 va participar en dues noves col·laboracions, cantant una cançó del musical infantil Emilie Jolie («Chanson d'Émilie Jolie et du grand oiseau») i participant a 36 Front Populaire, un àlbum musical doble sobre un període històric turbulent. Al llarg dels anys, el repertori de Clerc ha passat des de les seves pròpies composicions fins a cançons clàssiques franceses com «Comme Hier» de Brassens i «L'hymne à l'amour» d'Edith Piaf. Ha actuat a Àfrica, Amèrica i Europa.
El gener de 1999, Clerc va actuar al Théâtre des Champs-Elysées i va presentar un concert acústic que estava molt lluny dels espectacles rock/pop que havia estat fent durant anys. El 2000, va aparèixer, juntament amb molts altres artistes, en una sèrie de concerts en benefici de la institució benèfica Restaurants du Coeur.
El 2003, Clerc va gravar un nou disc de clàssics «estàndards» americans, en francès. En un altre front, Clerc va ser nomenat ambaixador de bona voluntat de l'ACNUR en una cerimònia a París al novembre de 2003 després de treballar durant gairebé dos anys amb l'agència en diversos projectes en favor dels refugiats. El març de 2004, va emprendre la seva primera missió de camp per reunir-se amb els refugiats i els treballadors assistents al Txad. La seva missió va ser documentada per Envoyé spécial (magazín setmanal de France 2) i es va emetre l'abril de 2004.

## Familia
Clerc té cinc fills: les filles Angèle (adoptada) i Jeanne amb l'actriu francesa Miou-Miou; Vanille i Barnabé amb Virginie Coupérie; i Léonard amb Hélène Grémillon amb qui es va casar el 2012.

## Premis
- 1974 : Cinc discos d'or

## Discografia
Àlbums i senzills
- 1970, Julien Clerc - Primer Àlbum
- 1970, Des jours entiers à t'aimer
- 1971, Julien Clerc
- 1971, Olympia 70
- 1971, Niagara

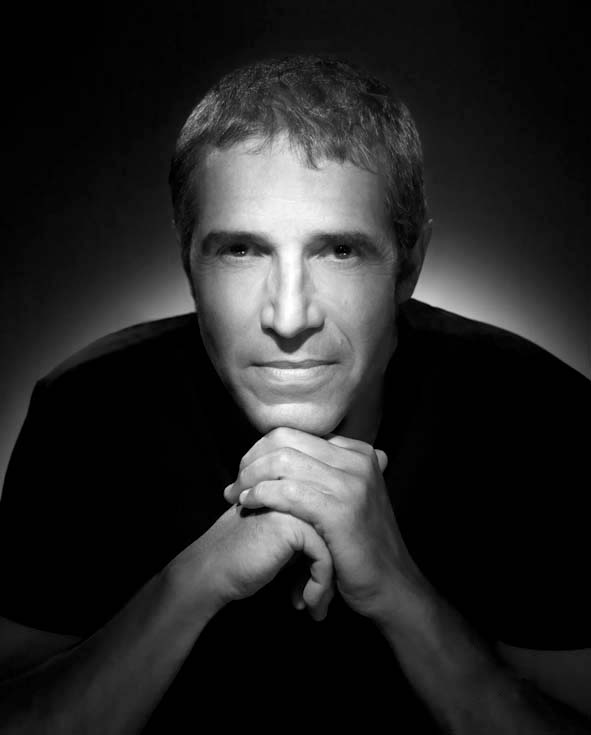
Julien Clerc el 2008

- 1972, Liberté, égalité, fraternité ... ou la mort
- 1973, Ca fait pleurer le bon dieu
- 1974, Terre de France
- 1974, N°7
- 1976, A mon âge et à l'heure qu'il est
- 1978, Jaloux
- 1979, 36 Front populaire (comèdia musical)
- 1980, Quand je joue
- 1980, Sans entracte
- 1982, Femmes, indiscrétion, blasphème
- 1984, Aime-moi
- 1987, Les aventures à l'eau
- 1990, Fais-moi une place
- 1992, Utile
- 1994, Julien
- 2000, Si j'étais elle
- 2003, Studio (àlbum de reelaboració 13 títols)
- 2005, Double enfance
- 2008, Où s'en vont les avions ?
- 2009, Tour 09 (en directe)
- 2011, Fou, Peut-être
- 2011, Hôtel des Caravelles (senzill)
- 2012, Le temps d'aimee (senzill)
- 2012, Symphonique - À l'Opéra national de Paris - Palais Garnier (en directe)
- 2014, Partout la musique vient
- 2014, On ne se méfie jamais assez (senzill)
- 2016, Entre elle et moi (senzill)
- 2016, Fans, je vous aime (senzill)
- 2017, À nos amours

Ha cooperat a 
- 1979, Emilie Jolie, àlbum de Philippe Chatel